# Concert per a violí núm. 2 (Szymanowski)
El Concert per a violí núm. 2 de Karol Szymanowski, op. 61 va ser compost entre 1932 i 1933 i va ser l'última obra important del compositor abans de la seva mort el 1937.
El concert va ser escrit a petició de Paweł Kochański, a qui Szymanowski havia escrit el seu Primer Concert el 1916. Kochański i la seva dona Zofia van visitar Szymanowski l'estiu de 1932 a Zakopane. Com havia fet en el primer i més famós, Paweł va ajudar amb la part de violí, i més tard també va oferir una cadenza. Szymanowski va escriure l'obra en menys de quatre setmanes. Kochański va estrenar l'obra el 6 d'octubre de 1933 a Varsòvia. Després de la mort del violinista el 1934, el compositor va afegir la dedicatoria."A la memoire du Grand Musicien, mon cher et inoubliable Ami, Paweł Kochański" abans de publicar el concert.
El Segon Concert és molt diferent del primer del compositor, seguint un enfocament harmònic més tradicional, amb un ús extens de modes i, com la majoria de la música del darrer període de Szymanowski, traient influències de la música de les muntanyes poloneses. Va ser escrit poc després de la Quarta Simfonia (que Szymanowski va descriure en cartes com el seu "concert per a piano") amb la qual comparteix moltes similituds.
Està escrit per a violí sol, 2 flautes (2n doblant flautí), 2 oboès (2n doblnt corn anglès), 2 clarinets (2n clarinet doblant mi♭), 2 fagots (2n doble contrafagot ), 4 trompes, 2 trompetes, 3 trombons, tuba, percussió, piano i cordes.
El Segon Concert per a violí va ser l'última obra orquestral que va produir Szymanowski abans de la seva prematura mort per tuberculosi a l'edat relativament primerenca de cinquanta-quatre anys.

## Estructura
El concert és en un sol moviment, gairebé rapsòdic, encara que es podria dividir en quatre grans seccions:
1. Moderato - Molto Tranquillo
2. Andantino Sostenuto
3. Allegramente - Molto Energico
4. Andantino - Molto Tranquillo

Presenta una llarga cadenza al mig que proporciona la transició entre les seccions Andantino i Allegramente. Amb uns 22 minuts, és relativament curt per a un concert per a violí de l'època. Abans de l'estrena, Kochański va suggerir que Szymanowski escrigués un pròleg per allargar el concert a 25-30 minuts, encara que això no va arribar a passar.